# Collegio di South West Norfolk
South West Norfolk è un collegio elettorale situato nel Norfolk, nell'Est dell'Inghilterra, e rappresentato alla Camera dei comuni del Parlamento del Regno Unito. Elegge un membro del parlamento con il sistema first-past-the-post, ossia maggioritario a turno unico; l'attuale parlamentare è Terry Jermy del Partito Laburista, che rappresenta il collegio dal 2024.

## Estensione

South West Norfolk dal 2010 al 2024

- 1885-1918: la parte del Municipal Borough di Thetford nella contea del Norfolk, e le divisioni sessionali di Clackclose, Grimshoe, South Greenhoe e Wayland.
- 1918-1950: il Municipal Borough di Thetford, i distretti urbani di Downham Market, East Dereham e Swaffham, i distretti rurali di Mitford and Launditch e Swaffham, e parte dei distretti rurali di Downham, Marshland e Thetford.
- 1950-1983: i distretti urbani di Downham Market, East Dereham e Swaffham, e i distretti rurali di Downham, Mitford and Launditch e Swaffham.
- 1983-2010: i ward del distretto di Breckland di All Saints, Besthorpe, Buckenham, Conifer, East Guiltcross, Haggard De Toni, Harling, Haverscroft, Heathlands, Mid Forest, Nar Valley, Necton, Peddars Way, Queen's, Swaffham, Templar, Thetford Abbey, Thetford Barnham Cross, Thetford Guildhall, Thetford Saxon, Watton, Wayland, Weeting, West Guiltcross e Wissey, e i ward del Borough di King's Lynn and West Norfolk di Airfield, Denton, Denver, Downham Market, Emneth, Ten Mile, Upwell Outwell and Delph, Watlington e Wissey.
- 2010-2024: i ward del distretto di Breckland di Conifer, East Guiltcross, Harling and Heathlands, Mid Forest, Nar Valley, Swaffham, Thetford Abbey, Thetford Castle, Thetford Guildhall, Thetford Saxon, Wayland, Weeting e West Guiltcross e i ward del Borough di King's Lynn and West Norfolk di Airfield, Denton, Downham Old Town, East Downham, Emneth with Outwell, Hilgay with Denver, Mershe Lande, North Downham, St Lawrence, South Downham, Upwell and Delph, Walton, Watlington, Wiggenhall e Wimbotsham with Fincham Wissey.
- dal 2024: i ward del distretto di Breckland di Ashill; Bedingfeld; Forest; Guiltcross; Harling & Heathlands; Nar Valley; Swaffham; Thetford Boudica; Thetford Burrell; Thetford Castle e Thetford Priory e i ward del Borough di King's Lynn and West Norfolk di Airfield; Denver; Downham Old Town; East Downham; Emneth & Outwell; Feltwell; Methwold; North Downham; South Downham; Tilney, Mershe Lande and Wiggenhall; Upwell and Delph; Watlington e Wissey.

Il collegio comprende Downham Market, Swaffham, Thetford, Outwell, Upwell e Feltwell.

## Membri del parlamento
| Elezione | Elezione           | Deputato | Partito      | Note |
| -------- | ------------------ | --- | ------------ | ---- |
|          | 1885               | William Tyssen-Amherst                                                                                         | Conservatore |      |
| 1892     | Thomas Hare        | | Conservatore |      |
|          | 1906               | Richard Winfrey                                                                                                | Liberale     |      |
|          | 1923               | Alan McLean | Conservatore |      |
|          | 1929               | W. B. Taylor                                                                                                   | Laburista    |      |
|          | 1931               | Alan McLean | Conservatore |      |
| 1935     | Somerset de Chair  | | Conservatore |      |
| 1945     | Sidney Dye         | | Conservatore |      |
| 1951     | Denys Bullard      | | Conservatore |      |
|          | 1955               | Sidney Dye | Laburista    |      |
| 1959 (S) | Albert Hilton      | | Laburista    |      |
|          | 1964               | Paul Hawkins                                                                                                   | Conservatore |      |
| 1987     | Gillian Shephard   | | Conservatore |      |
| 2005     | Christopher Fraser | | Conservatore |      |
| 2010     | Liz Truss          | Primo Ministro del Regno Unito (2022) Segretario di Stato per gli affari esteri e del Commonwealth (2021—2022) | Conservatore |      |
|          | 2024               | Terry Jermy | Laburista    |      |

## Elezioni

### Elezioni negli anni 2020
| Partito                    | Partito                                           | Candidato                  | Risultati | Risultati |
| Partito                    | Partito                                           | Candidato                  | Voti      | %         |
| -------------------------- | ------------------------------------------------- | -------------------------- | --------- | --------- |
|                            | Laburista                                         | Terry Jermy                | 11 847    | 26,72     |
|                            | Conservatore                                      | Liz Truss                  | 11 217    | 25,30     |
|                            | Reform UK                                         | Toby McKenzie              | 9 958     | 22,46     |
|                            | Indipendente                                      | James Bagge                | 6 282     | 14,17     |
|                            | Lib Dem                                           | Josie Ratcliffe            | 2 618     | 5,91      |
|                            | Verdi                                             | Pallavi Devulapalli        | 1 838     | 4,15      |
|                            | Monster Raving Loony                              | Earl Elvis of East Anglia  | 338       | 0,76      |
|                            | Heritage                                          | Gary Conway                | 160       | 0,36      |
|                            | Comunista                                         | Lorraine Douglas           | 77        | 0,17      |
|                            |                                                   |                            |           |           |
| Iscritti                   | Iscritti                                          | Iscritti                   | 74 724    | 100,00    |
| ↳ Votanti (% su iscritti)  | ↳ Votanti (% su iscritti)                         | ↳ Votanti (% su iscritti)  | 44 335    | 59,33     |
| ↳ Astenuti (% su iscritti) | ↳ Astenuti (% su iscritti)                        | ↳ Astenuti (% su iscritti) | 30 389    | 40,67     |
|                            |                                                   |                            |           |           |
|                            | Esito: collegio passa da Conservatore a Laburista |                            |           |           |

### Elezioni negli anni 2010
| Partito                    | Partito                                   | Candidato                  | Risultati 12 dicembre 2019 | Risultati 12 dicembre 2019 |
| Partito                    | Partito                                   | Candidato                  | Voti                       | %                          |
| -------------------------- | ----------------------------------------- | -------------------------- | -------------------------- | -------------------------- |
|                            | Conservatore                              | Liz Truss                  | 35 507                     | 68,99                      |
|                            | Laburista                                 | Emily Blake                | 9 312                      | 18,09                      |
|                            | Lib Dem                                   | Josie Ratcliffe            | 4 166                      | 8,09                       |
|                            | Verdi                                     | Pallavi Devulapalli        | 1 645                      | 3,20                       |
|                            | Monster Raving Loony                      | Earl Elvis of Outwell      | 836                        | 1,62                       |
|                            |                                           |                            |                            |                            |
| Iscritti                   | Iscritti                                  | Iscritti                   | 78 455                     | 100,00                     |
| ↳ Votanti (% su iscritti)  | ↳ Votanti (% su iscritti)                 | ↳ Votanti (% su iscritti)  | 51 466                     | 65,60                      |
| ↳ Astenuti (% su iscritti) | ↳ Astenuti (% su iscritti)                | ↳ Astenuti (% su iscritti) | 26 989                     | 34,40                      |
|                            |                                           |                            |                            |                            |
|                            | Esito: collegio confermato a Conservatore |                            |                            |                            |

| Partito                    | Partito                                   | Candidato                  | Risultati 8 giugno 2017 | Risultati 8 giugno 2017 |
| Partito                    | Partito                                   | Candidato                  | Voti                    | %                       |
| -------------------------- | ----------------------------------------- | -------------------------- | ----------------------- | ----------------------- |
|                            | Conservatore                              | Liz Truss                  | 32 894                  | 62,76                   |
|                            | Laburista                                 | Peter Smith                | 14 582                  | 27,82                   |
|                            | UKIP                                      | David Williams             | 2 575                   | 4,91                    |
|                            | Lib Dem                                   | Stephen Gordon             | 2 365                   | 4,51                    |
|                            |                                           |                            |                         |                         |
| Iscritti                   | Iscritti                                  | Iscritti                   | 78 232                  | 100,00                  |
| ↳ Votanti (% su iscritti)  | ↳ Votanti (% su iscritti)                 | ↳ Votanti (% su iscritti)  | 52 416                  | 67,00                   |
| ↳ Astenuti (% su iscritti) | ↳ Astenuti (% su iscritti)                | ↳ Astenuti (% su iscritti) | 25 816                  | 33,00                   |
|                            |                                           |                            |                         |                         |
|                            | Esito: collegio confermato a Conservatore |                            |                         |                         |

| Partito                    | Partito                                   | Candidato                  | Risultati 7 maggio 2015 | Risultati 7 maggio 2015 |
| Partito                    | Partito                                   | Candidato                  | Voti                    | %                       |
| -------------------------- | ----------------------------------------- | -------------------------- | ----------------------- | ----------------------- |
|                            | Conservatore                              | Liz Truss                  | 25 515                  | 50,92                   |
|                            | UKIP                                      | Paul Smyth                 | 11 654                  | 23,26                   |
|                            | Laburista                                 | Peter Smith                | 8 649                   | 17,26                   |
|                            | Lib Dem                                   | Rupert Moss-Eccardt        | 2 217                   | 4,42                    |
|                            | Verdi                                     | Sandra Walmsley            | 2 075                   | 4,14                    |
|                            |                                           |                            |                         |                         |
| Iscritti                   | Iscritti                                  | Iscritti                   | 76 973                  | 100,00                  |
| ↳ Votanti (% su iscritti)  | ↳ Votanti (% su iscritti)                 | ↳ Votanti (% su iscritti)  | 50 110                  | 65,10                   |
| ↳ Astenuti (% su iscritti) | ↳ Astenuti (% su iscritti)                | ↳ Astenuti (% su iscritti) | 26 863                  | 34,90                   |
|                            |                                           |                            |                         |                         |
|                            | Esito: collegio confermato a Conservatore |                            |                         |                         |

| Partito                    | Partito                                   | Candidato                  | Risultati 6 maggio 2010 | Risultati 6 maggio 2010 |
| Partito                    | Partito                                   | Candidato                  | Voti                    | %                       |
| -------------------------- | ----------------------------------------- | -------------------------- | ----------------------- | ----------------------- |
|                            | Conservatore                              | Liz Truss                  | 23 753                  | 48,33                   |
|                            | Lib Dem                                   | Stephen Gordon             | 10 613                  | 21,59                   |
|                            | Laburista                                 | Peter Smith                | 9 119                   | 18,55                   |
|                            | UKIP                                      | Kay Hipsey                 | 3 061                   | 6,23                    |
|                            | BNP                                       | Dennis Pearce              | 1 774                   | 3,61                    |
|                            | Verdi                                     | Lori Allen                 | 830                     | 1,69                    |
|                            |                                           |                            |                         |                         |
| Iscritti                   | Iscritti                                  | Iscritti                   | 74 244                  | 100,00                  |
| ↳ Votanti (% su iscritti)  | ↳ Votanti (% su iscritti)                 | ↳ Votanti (% su iscritti)  | 49 150                  | 66,20                   |
| ↳ Astenuti (% su iscritti) | ↳ Astenuti (% su iscritti)                | ↳ Astenuti (% su iscritti) | 25 094                  | 33,80                   |
|                            |                                           |                            |                         |                         |
|                            | Esito: collegio confermato a Conservatore |                            |                         |                         |

### Elezioni negli anni 2000
| Partito                    | Partito                                   | Candidato                  | Risultati 5 maggio 2005 | Risultati 5 maggio 2005 |
| Partito                    | Partito                                   | Candidato                  | Voti                    | %                       |
| -------------------------- | ----------------------------------------- | -------------------------- | ----------------------- | ----------------------- |
|                            | Conservatore                              | Christopher Fraser         | 25 881                  | 46,95                   |
|                            | Laburista                                 | Charmaine Morgan           | 15 795                  | 28,65                   |
|                            | Lib Dem                                   | April Pond                 | 10 207                  | 18,52                   |
|                            | UKIP                                      | Delia Hall                 | 2 738                   | 4,97                    |
|                            | Indipendente                              | Kim Hayes                  | 506                     | 0,92                    |
|                            |                                           |                            |                         |                         |
| Iscritti                   | Iscritti                                  | Iscritti                   | 88 203                  | 100,00                  |
| ↳ Votanti (% su iscritti)  | ↳ Votanti (% su iscritti)                 | ↳ Votanti (% su iscritti)  | 55 127                  | 62,50                   |
| ↳ Astenuti (% su iscritti) | ↳ Astenuti (% su iscritti)                | ↳ Astenuti (% su iscritti) | 33 076                  | 37,50                   |
|                            |                                           |                            |                         |                         |
|                            | Esito: collegio confermato a Conservatore |                            |                         |                         |

| Partito                    | Partito                                   | Candidato                  | Risultati 7 giugno 2001 | Risultati 7 giugno 2001 |
| Partito                    | Partito                                   | Candidato                  | Voti                    | %                       |
| -------------------------- | ----------------------------------------- | -------------------------- | ----------------------- | ----------------------- |
|                            | Conservatore                              | Gillian Shephard           | 27 633                  | 52,19                   |
|                            | Laburista                                 | Anne Hanson                | 18 267                  | 34,50                   |
|                            | Lib Dem                                   | Gordon Dean                | 5 681                   | 10,73                   |
|                            | UKIP                                      | Ian Smith                  | 1 368                   | 2,58                    |
|                            |                                           |                            |                         |                         |
| Iscritti                   | Iscritti                                  | Iscritti                   | 83 912                  | 100,00                  |
| ↳ Votanti (% su iscritti)  | ↳ Votanti (% su iscritti)                 | ↳ Votanti (% su iscritti)  | 52 949                  | 63,10                   |
| ↳ Astenuti (% su iscritti) | ↳ Astenuti (% su iscritti)                | ↳ Astenuti (% su iscritti) | 30 963                  | 36,90                   |
|                            |                                           |                            |                         |                         |
|                            | Esito: collegio confermato a Conservatore |                            |                         |                         |

## Risultati dei referendum

### Referendum sulla permanenza del Regno Unito nell'Unione europea del 2016
|             | Collegio           | Lasciare UE % | Rimanere in UE % |
| ----------- | ------------------ | ------------- | ---------------- |
|             | South West Norfolk | 66,2%         | 33,8%            |
| Inghilterra | 53,3%              | 46,7%         |                  |
| Regno Unito | 51,9%              | 48,1%         |                  |